# Pierre-Luc O'Brien
Pierre-Luc O'Brien (né le 22 juillet 1982 à Nicolet, dans la province de Québec au Canada) est un joueur professionnel canadien de hockey sur glace.

## Carrière en club
Après avoir joué deux saisons avec les Capitals de Cowichan Valley de la Ligue de hockey de la Colombie-Britannique, il passe quatre saisons avec les Pioneers de Sacred Heart qui évoluent dans le groupement Atlantic Hockey de la NCAA.
Il commence sa carrière professionnelle au printemps 2007, alors qu'il dispute deux matchs avec les Pirates de Portland de la Ligue américaine de hockey.
Il dispute ensuite deux saisons avec les Stingrays de la Caroline du Sud de l'East Coast Hockey League.
Après avoir passé la saison 2009-2010 avec les Fischtown Pinguins de la 2.Bundesliga (Allemagne), il retourne deux autres saisons avec les Stingrays de la Caroline du Sud.
Après avoir pris une pause du hockey, il fait un retour au jeu à l'automne 2013 alors que le 26 septembre 2013 il signe un contrat à titre d'agent libre avec l'Isothermic de Thetford Mines de la Ligue nord-américaine de hockey. Le 31 décembre 2013 il est échangé en compagnie de Jonathan Oligny aux Braves de Laval.

## Statistiques
| Saison    | Équipe                          | Ligue        |    | Saison régulière | Saison régulière | Saison régulière | Saison régulière | Saison régulière |   | Séries éliminatoires | Séries éliminatoires | Séries éliminatoires | Séries éliminatoires | Séries éliminatoires |
| Saison    | Équipe                          | Ligue        | PJ | B                | A                | Pts              | Pun              | PJ               | B | A                    | Pts                  | Pun                  |                      |                      |
| 2001-2002 | Capitals de Cowichan Valley     | LHCB         | 59 | 26               | 40               | 66               | 36               |                  |   |                      |                      |                      |                      |                      |
| 2002-2003 | Capitals de Cowichan Valley     | LHCB         | 54 | 26               | 50               | 76               | 60               |                  |   |                      |                      |                      |                      |                      |
| 2003-2004 | Pioneers de Sacred Heart        | AHA          | 36 | 14               | 13               | 27               | 18               |                  |   |                      |                      |                      |                      |                      |
| 2004-2005 | Pioneers de Sacred Heart        | AHA          | 35 | 18               | 17               | 35               | 42               |                  |   |                      |                      |                      |                      |                      |
| 2005-2006 | Pioneers de Sacred Heart        | AHA          | 35 | 19               | 31               | 50               | 45               |                  |   |                      |                      |                      |                      |                      |
| 2006-2007 | Pioneers de Sacred Heart        | AHA          | 36 | 16               | 30               | 46               | 36               |                  |   |                      |                      |                      |                      |                      |
| 2006-2007 | Pirates de Portland             | LAH          | 2  | 0                | 0                | 0                | 2                | -                | - | -                    | -                    | -                    |                      |                      |
| 2007-2008 | Stingrays de la Caroline du Sud | ECHL         | 70 | 13               | 44               | 57               | 60               | 18               | 2 | 2                    | 4                    | 19                   |                      |                      |
| 2008-2009 | Stingrays de la Caroline du Sud | ECHL         | 67 | 17               | 44               | 61               | 79               | 23               | 6 | 13                   | 19                   | 18                   |                      |                      |
| 2008-2009 | Chops de l'Iowa                 | LAH          | 5  | 0                | 1                | 1                | 0                | -                | - | -                    | -                    | -                    |                      |                      |
| 2009-2010 | Fischtown Pinguins              | 2.Bundesliga | 50 | 7                | 19               | 26               | 48               | -                | - | -                    | -                    | -                    |                      |                      |
| 2010-2011 | Stingrays de la Caroline du Sud | ECHL         | 70 | 16               | 33               | 49               | 57               | 4                | 0 | 2                    | 2                    | 4                    |                      |                      |
| 2011-2012 | Stingrays de la Caroline du Sud | ECHL         | 71 | 24               | 28               | 52               | 55               | 9                | 0 | 5                    | 5                    | 0                    |                      |                      |
| 2013-2014 | Isothermic de Thetford Mines    | LNAH         | 18 | 1                | 13               | 14               | 17               | -                | - | -                    | -                    | -                    |                      |                      |
| 2013-2014 | Braves de Laval                 | LNAH         | 14 | 2                | 18               | 20               | 22               | 5                | 1 | 2                    | 3                    | 8                    |                      |                      |
| 2014-2015 | Prédateurs de Laval             | LNAH         | 30 | 13               | 44               | 57               | 56               | -                | - | -                    | -                    | -                    |                      |                      |
| 2015-2016 | Prédateurs de Laval             | LNAH         | 36 | 8                | 25               | 33               | 44               | 12               | 1 | 5                    | 6                    | 15                   |                      |                      |
| 2016-2017 | Prédateurs de Laval             | LNAH         | 37 | 18               | 28               | 46               | 42               | 6                | 1 | 5                    | 6                    | 12                   |                      |                      |

## Trophées et honneurs personnels
- Saison 2008-2009 de l'ECHL : remporte la Coupe Kelly avec les Stingrays de la Caroline du Sud.